# Collioure

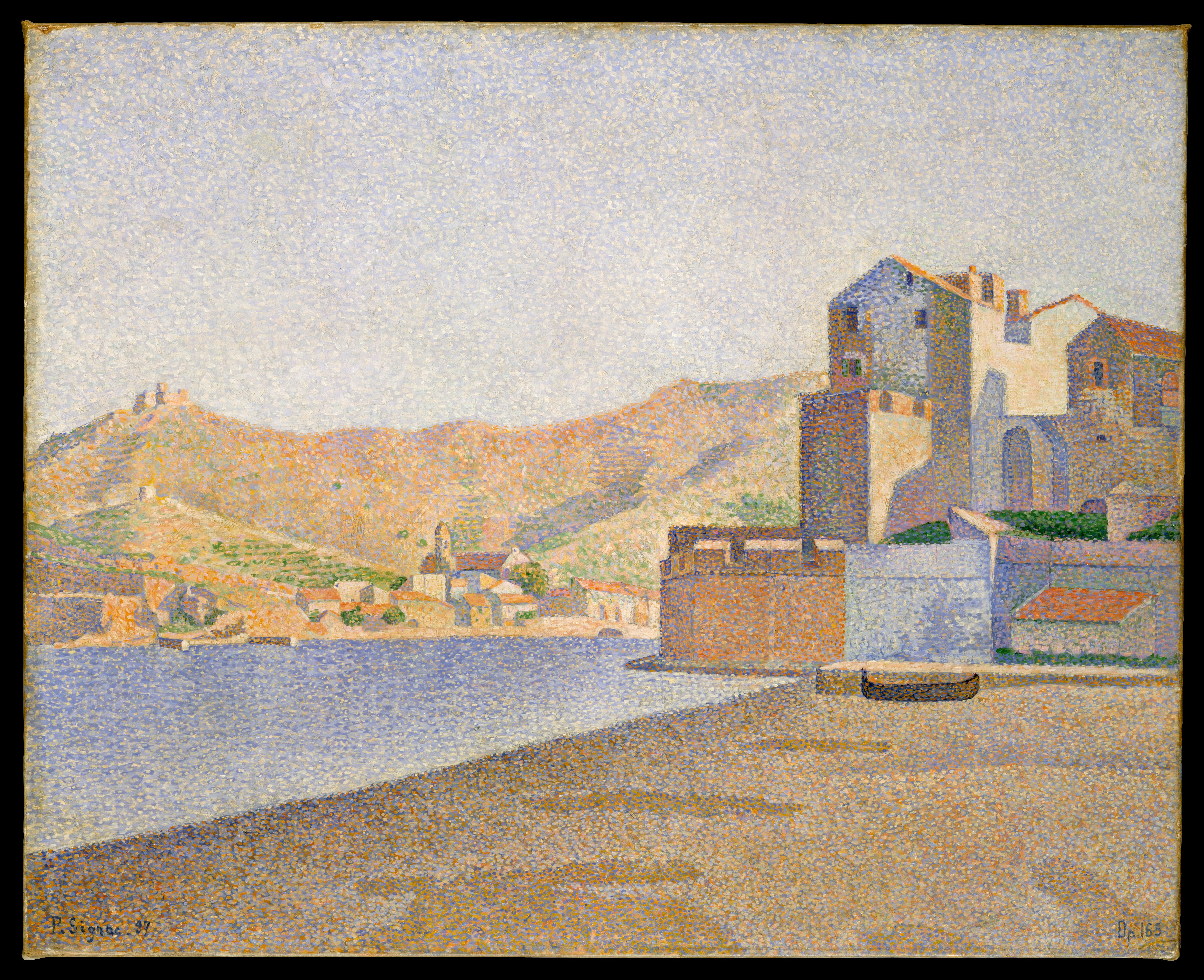
Gezicht op Collioure van Paul Signac

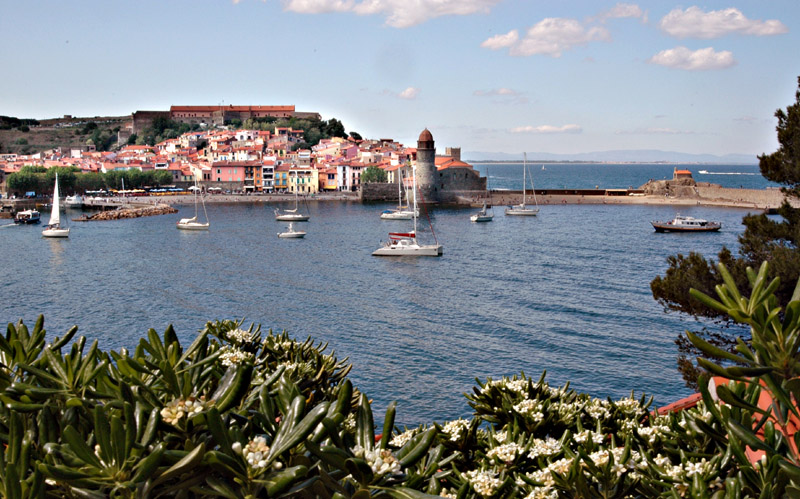
Collioure

Collioure (Catalaans: Cotlliure) is een stad in het zuiden van Frankrijk. De stad ligt aan de Middellandse Zee, aan de voet van de Pyreneeën, die daar de grens met Spanje vormen. Collioure telde op 1 januari 2022 2.637 inwoners.

## Geschiedenis
In de middeleeuwen was Collioure een belangrijke havenstad, die onder het koninkrijk Majorca viel. De koningen van Majorca bouwden hun zomerpaleis midden in de huidige stad. Het imposante kasteel is nog steeds het middelpunt van de plaats en kan worden bezocht, hetgeen zeer de moeite waard is. In 1463 vielen de troepen van Lodewijk XI binnen. Collioure bleef lang speelbal tussen de Franse en Spaanse machthebbers. Eerst Lodewijk XIV wist de langdurige twisten in zijn voordeel te beslissen. Eind 17e eeuw werd Collioure definitief Frans. Het verloor vrij snel daarna zijn strategische waarde. Desondanks zijn in de plaats nog steeds Franse mariniers gevestigd, in het fort boven de stad.

## Cultuur
In begin van de 20e eeuw werd Collioure het centrum van artistieke activiteit, met verschillende fauvistische kunstschilders die elkaar ontmoeten. Dat waren onder andere André Derain, Georges Braque, Othon Friesz, Henri Matisse, Pablo Picasso, Charles Rennie Mackintosh en Tsuguharu Foujita. Ze werden door hun omgeving geïnspireerd met het kasteel van Collioure, de oude straatjes, de vuurtoren, de Notre-Dame-des-Anges en de Middellandse Zee.
In 1887 schiderde Paul Signac er zijn Gezicht op Collioure.
Collioure was de woonplaats van de uit Spanje gevluchte dichter Antonio Machado (1875-1939), die hier ook begraven ligt.

## Culinair
Ansjovis
Collioure geldt in de culinaire wereld als de hoofdstad van de ansjovis.
Koek
Een specialiteit van Collioure is Le Croquant, een koek versierd met amandelen of chocoladesnippers.
Wijn
De wijnboeren in het dorp mogen de AOC Collioure voeren. Sinds 1971 heeft de rode Collioure een AOC, de rosé sinds 1991, en de zeldzame witte sinds 2002. De wijnstokken zijn op steile terrassen geplant van zwart leisteen. Deze worden in de zon, die meer dan 300 dagen per jaar schijnt, erg warm. Mooie omstandigheden voor de voor rode wijn gebruikte druivenrassen: Grenache Noir, Mourvèdre en Syrah. Maar ook voor de Grenache blanc en Grenache gris, waaruit de witte wijn gemaakt wordt. De meest bekende wijnhuizen zijn Domaine de Mas Blanc en Domaine de Rectorie. Erg in opkomst is Coume del Mas.

## Bezienswaardigheden
- Eiland Ilot St-Vicent
- Vieux Quartier du Mouré
- Brasserie van Hôtel des Templiers
- Château Royal tussen Port d'Avall en Port d'Amont
- Chemin du Fauvisme
- Chapelle Notre-Dame-des-Anges

## Musea
- Musée d'Art Moderne, in Villa Pams

## Geografie
De oppervlakte van Collioure bedroeg op 1 januari 2022 13,02 vierkante kilometer; de bevolkingsdichtheid was toen 202,5 inwoners per km².

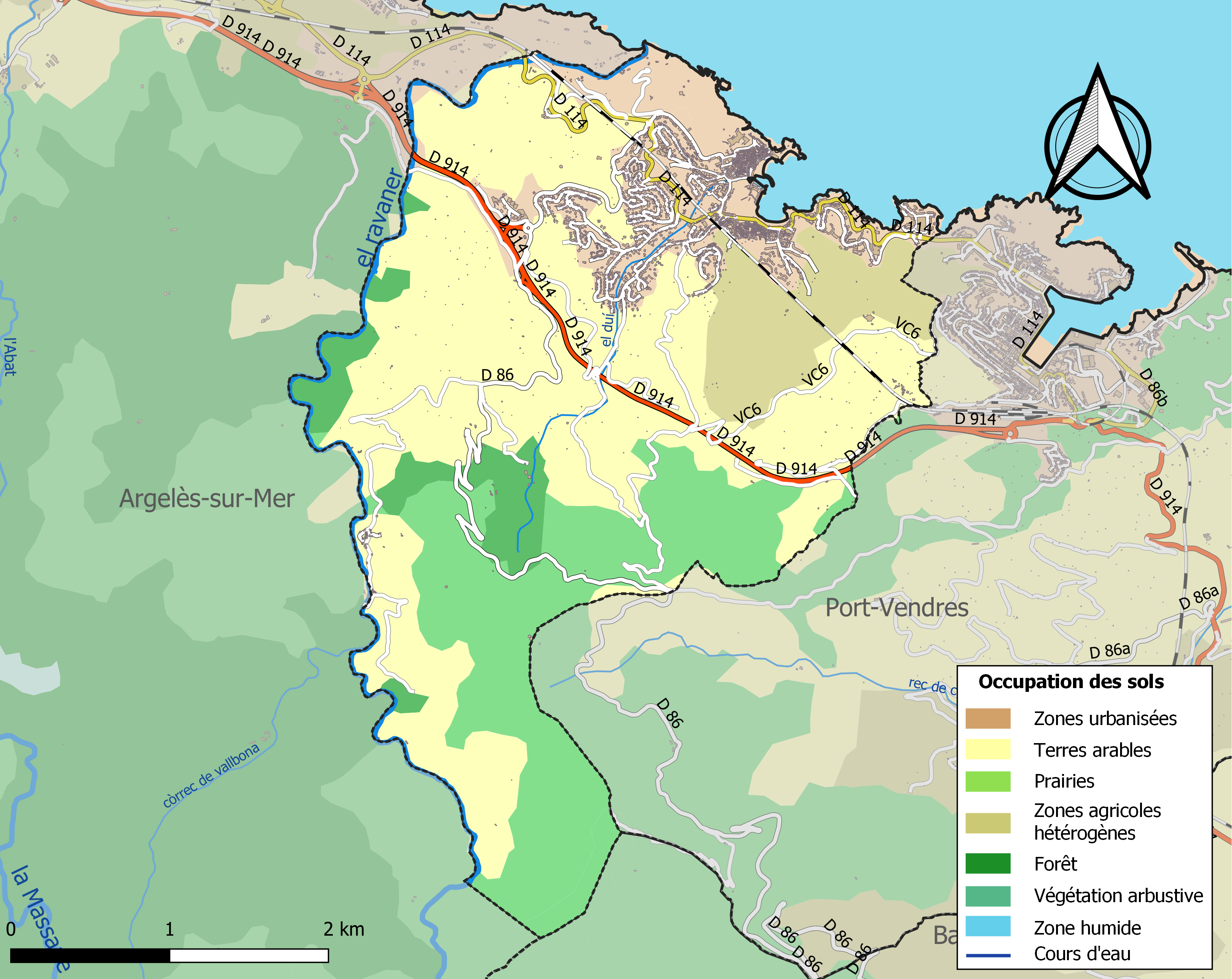
Kaart van de gemeente met de belangrijkste infrastructuur, bodemgebruik en omliggende gemeenten

## Demografie
Onderstaande figuur toont het verloop van het inwonertal, bron: INSEE-tellingen. 

## Geboren in Collioure
- René Llense (1913-2014), voetballer

## Afbeeldingen

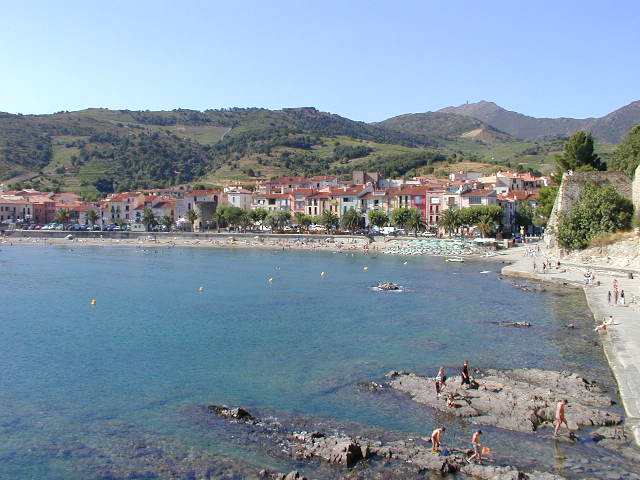
het zuiden
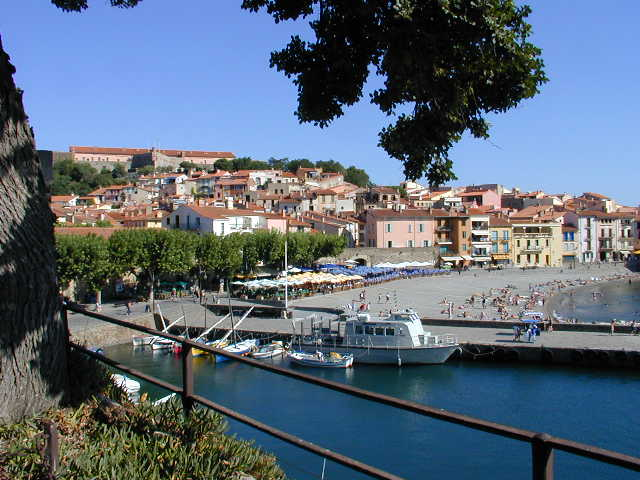
het noorden
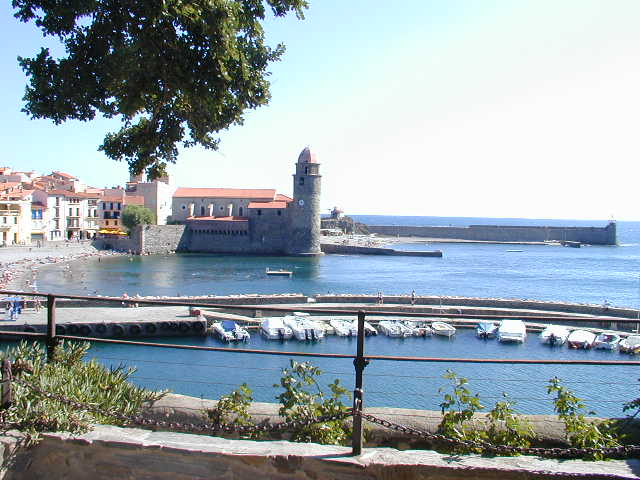
Collioure
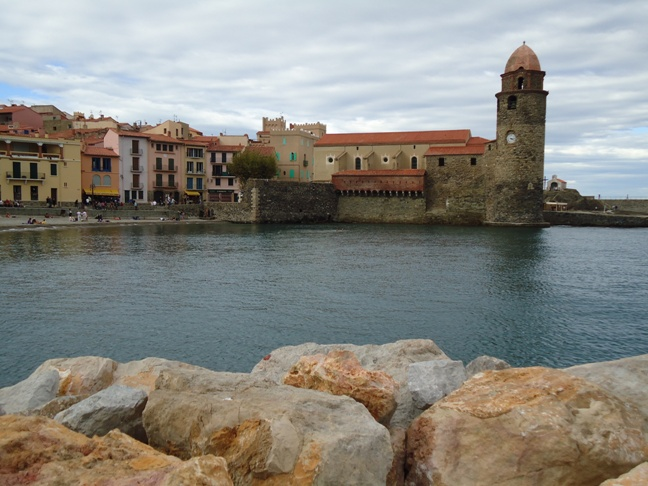
strand en kerk
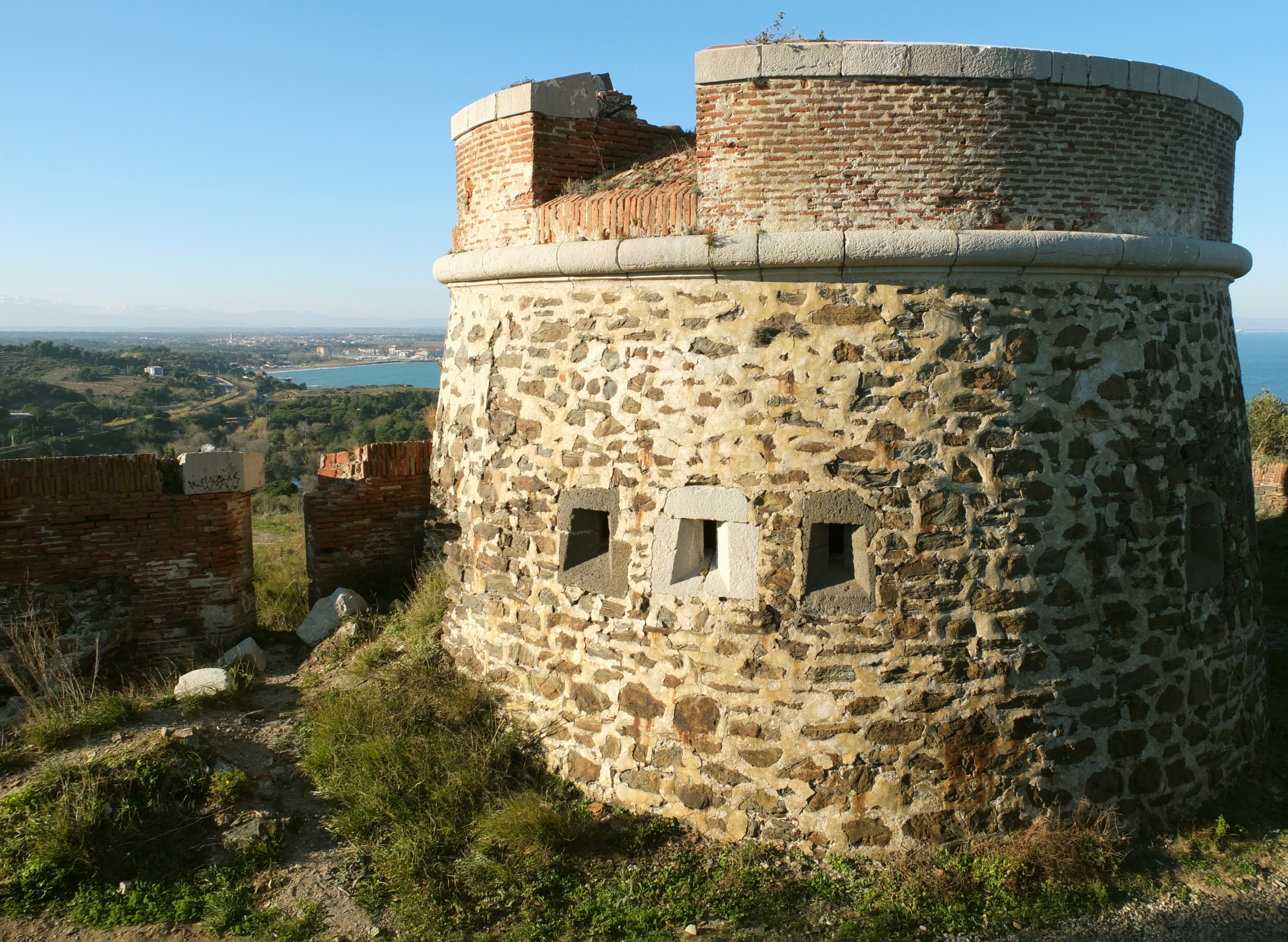
La Tour de l' Etoile
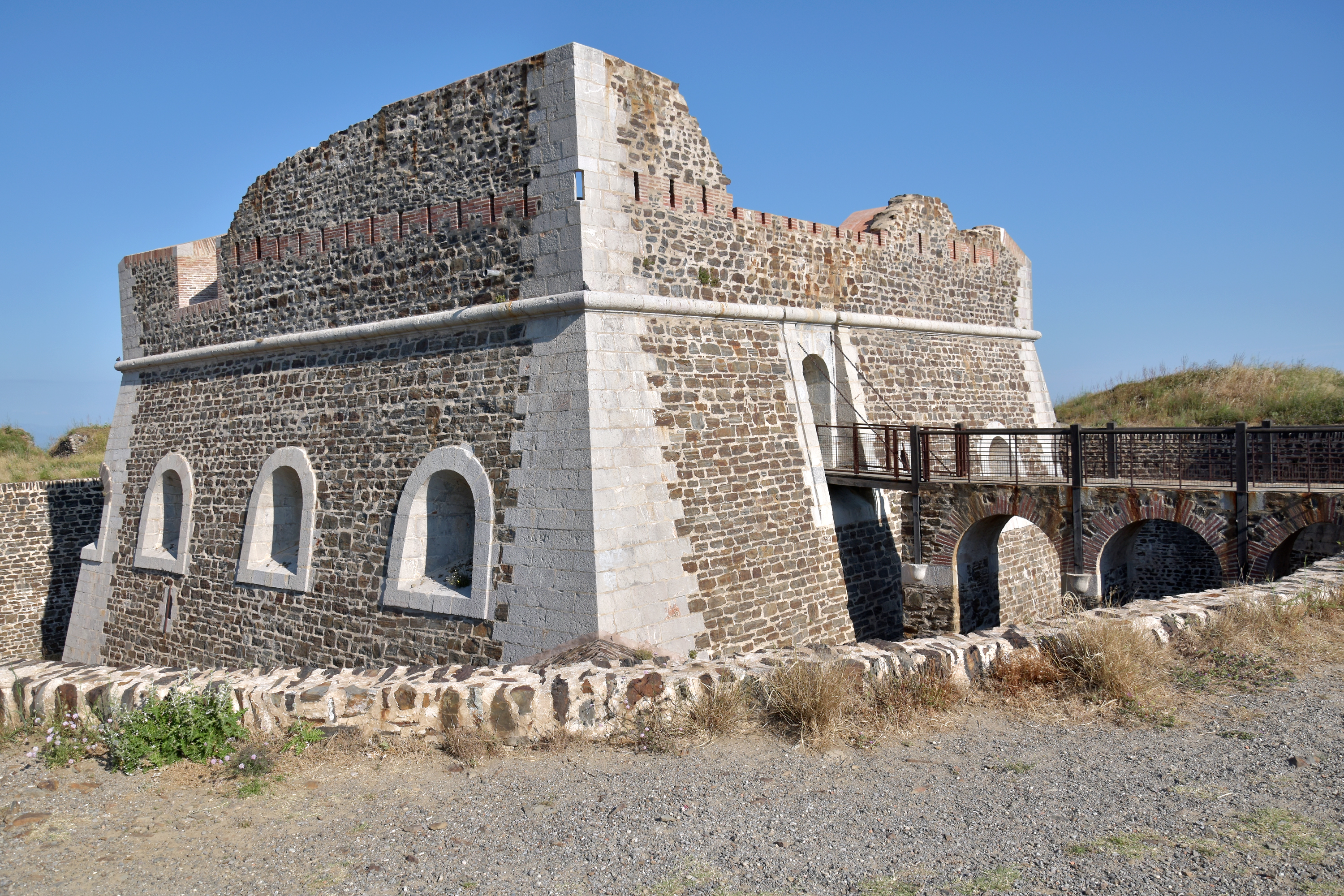
Fort Carré